# Војска Сејшела
Снаге народне одбране Сејшела се састоје од великог броја различитих грана, укључујући пешадијске јединице, обалску стражу, ваздухопловство, јединицу за заштиту председника (Национална гарда) и полицију (укључујући специјалне полицијске снаге). Оружане снаге Сејшела су формиране 5. јуна 1977. и обучавани су од стране војних саветника из Танзаније. Након покушаја државног удара 1981. Танзанија је послала своје војне трупе које су боравиле на Сејшелима три године. У земљи су били и војни саветници из Северне Кореје.
Основа за стварање Одбрамбених снага била је као и код било које друге нације. Укључује заштиту од спољне агресије, обезбеђење искључиве економске зоне и важних објеката, као и друге послове који се с времена на време наводе. Бројно стање је око 450 припадника. Лично наоружање укључује јуришне пушке АК-47. Због недостатка копнених граница, поморска компонента чини основу Сејшелских народних одбрамбених снага. Буџет за одбрану је у 2020. години износио 18,8 милиона америчких долара, што одговара 1,6% бруто националног производа. Дан одбрамбених снага се прославља од 25. новембра 1982. На тај дан је 1981. године покушан државни удар на Сејшелима (познат и као Сејшелска афера), иза којег је стајала Јужноафричка Република, са циљем да се збаци влада премијера Франса Алберта Ренеа, и да се врати претходни предсједник Џејмс Маншам. Комеморативна парада се одржава у бази Обалске страже.

## Копнене снаге
Броји око 200 припадника. Копнене снаге имају следећу опрему, која према Међународног института за стратешке студије вероватно није у функцији:
| Тип    | Порекло         | Функција                          | Број |
| ------ | --------------- | --------------------------------- | ---- |
| BRDM-2 | Совјетски Савез | извиђачки тенк                    | 6    |
| M-43   | Совјетски Савез | Минобацач                         | 6    |
| ZPU-2  | Совјетски Савез | тешки противваздушни митраљез     |      |
| ZPU-4  | Совјетски Савез | вишецевни противавионски митраљез |      |
| M-1939 | Совјетски Савез | противавионски топ                |      |

## Обалска стража
Обалска стража је поморска одбрана Сејшела која се састоји од око 200 припадника. Поседује:
- 1 42M патролни чамац - који је пуштен у погон 1983. године.[12]
- 2 тип 062 класе топовњача поклоњених од УАЕ.[13]
- 2 тип 062 класе топовњача поклоњених од стране Кине.[14]
- 2 СДБ Мк5 патролна пловила донираних од стране Индије 2014. и 2015.[15]
- 2 два приобална патролна чамца  - донираних од стране Шри Ланке 2019.[16]

Један патролни чамац је 2020. дониран од стране Велике Британије.

## Ваздухопловство и ПВО
Ваздушне снаге су мале и броје свега 20 припадника. Састоје се од једног DHC-6 Twin Otter, два Дорнијеа 228 које је донирала Индија и два Харбин Y-12. Харбини, који служе за поморско извиђање су поклон Кине.

## Јединица за заштиту предсједника
Јединица за заштиту предсједника (ПСУ) формирана је 1977. заједно са копненим снагама да би се ангажовала на дужностима заштите председника Сејшела и његове/њене резиденције. Такође, пружа подршку током путовања и друштвених окупљања. Разни инструктори из страних земаља спроводе обуку ове јединице. То је најелитнија јединица и налази се у Државној кући и административно је повезана са јединицом специјалних снага. 

## Oстале компоненте

### Национални дувачки оркестар
Национални дувачки оркестар је званични војни оркестар Војске Сејшела. Његово порекло датира још од 1925. године, када су браћа Маристе из Римокатоличке мисије формирала оно што је тада било познато као Дувачки ансамбл. У то време, сама браћа су обучавала музичаре да свирају на разним инструментима и читају ноте. Бенд је распуштен 1943. а инструменте је купила група британских војника смјештених у Бел Еау. То је довело до формирања војног бенда који је расформиран након Другог светског рата, а инструменти су предани Удружењу извиђача Сејшела. Касније су инструменти продати Римокатоличкој цркви, где је професионални музичар и капуцински монах подстакао младе Сејшелце да формирају оркестар. Настао је нови дувачки оркестар познат као LAFANSA. У међувремену је такође основан полицијски бенд, који ће временом бити допуњен са музичарима из неким од LAFANSA оркестра што је довело до формирања комбинованог Полицијског бенда. Оснивањем Конзерваторијума за музику и игру 1981. године, Полицијски оркестар је реорганизован у Национални дувачки оркестар. Убрзо након тога, овај бенд је преименован у Национални бенд, под покровитељством Министарства образовања (Одељење за културу). Први диригент био је Антоник Азцмији (1981—1996). До 1996. оркестар је функционисао као волонтерски бенд, да би потом музичари били ангажовани као стално запослени. Од 1999. бенд је у саставу Министарства одбране.

### Образовне институције
Одбрамбену академију Сејшела (ОАС) основао је 2. јуна 1990. председник Франса Алберта Ренеа. Она је водећи институт за обуку војске Сејшела. Први камп за обуку Одбрамбенe академије Сејшла био је на Поинт Ларију. Прва обука је спроведена уз помоћ саветника из танзанијске војске, као и бившег персонала британске војске. Касније је одлучено да се камп пребаци на острво Персеверанс.

### Центар за војну обуку (МТЦ)
Центар за војну обуку налази се у Барбаронсу на западној обали Махеа. Ту се обучавају нови регрути који приступају Снагама народне одбране Сејшела. Регрути пролазе 90 дана опсежне обуке у кампу. Након дипломирања, нови војници се шаљу у јединицу по избору.